# Villers-sur-Mer
Villers-sur-Mer is een gemeente in het Franse departement Calvados (regio Normandië). De plaats maakt deel uit van het arrondissement Lisieux. Villers-sur-Mer telde op 1 januari 2022 2.437 inwoners.

## Geografie
De oppervlakte van Villers-sur-Mer bedroeg op 1 januari 2022 8,99 vierkante kilometer; de bevolkingsdichtheid was toen 271,1 inwoners per km².
De onderstaande kaart toont de ligging van Villers-sur-Mer met de belangrijkste infrastructuur en aangrenzende gemeenten.

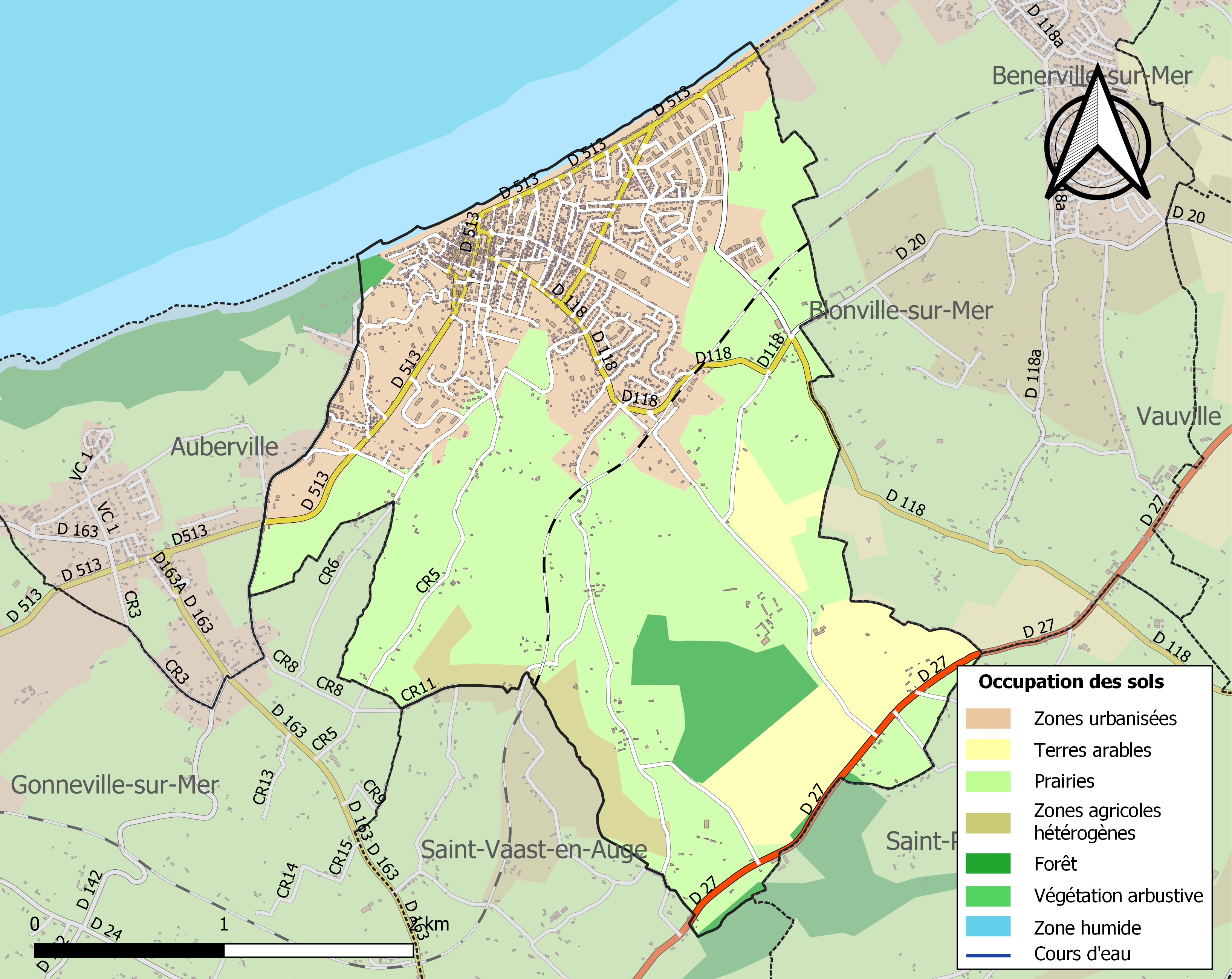

## Verkeer en vervoer
In de gemeente ligt de spoorweghalte Villers-sur-Mer.

## Demografie
Onderstaande figuur toont het verloop van het inwonertal (bron: INSEE-tellingen).
Vanwege een beveiligingsprobleem met de MediaWiki Graph-software is het momenteel niet mogelijk deze grafiek weer te geven. Zodra de software is bijgewerkt zal de grafiek vanzelf weer zichtbaar worden.

## Sport
Villers-sur-Mer is één keer etappeplaats geweest in wielerkoers Ronde van Frankrijk. In 1986 won er de Nederlander Johan van der Velde de etappe.

## Geboren in Villers-sur-Mer
- Patrick Grainville (1947), Frans schrijver

## Afbeeldingen

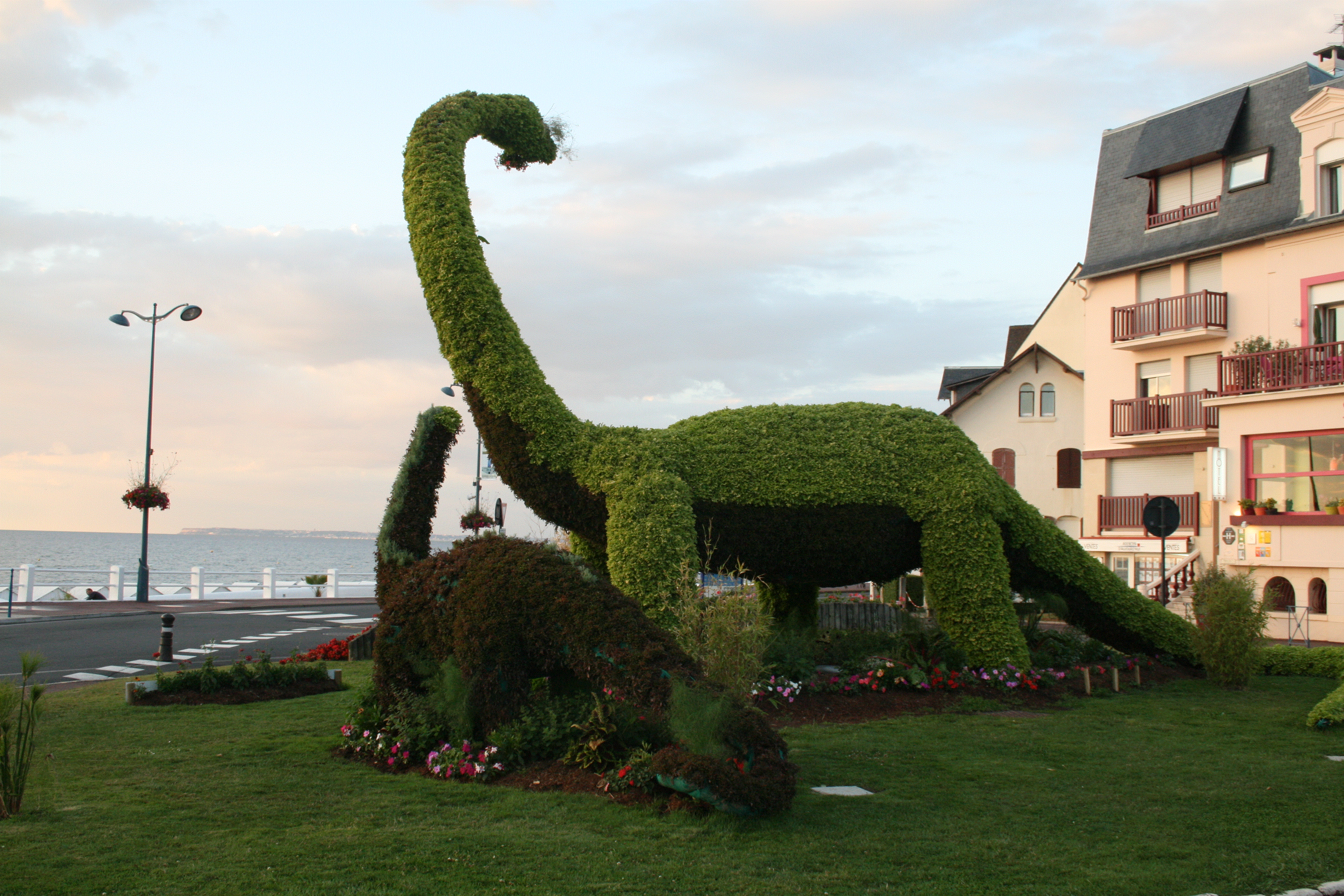
Villers-sur-Mer Dino 1 (2009)
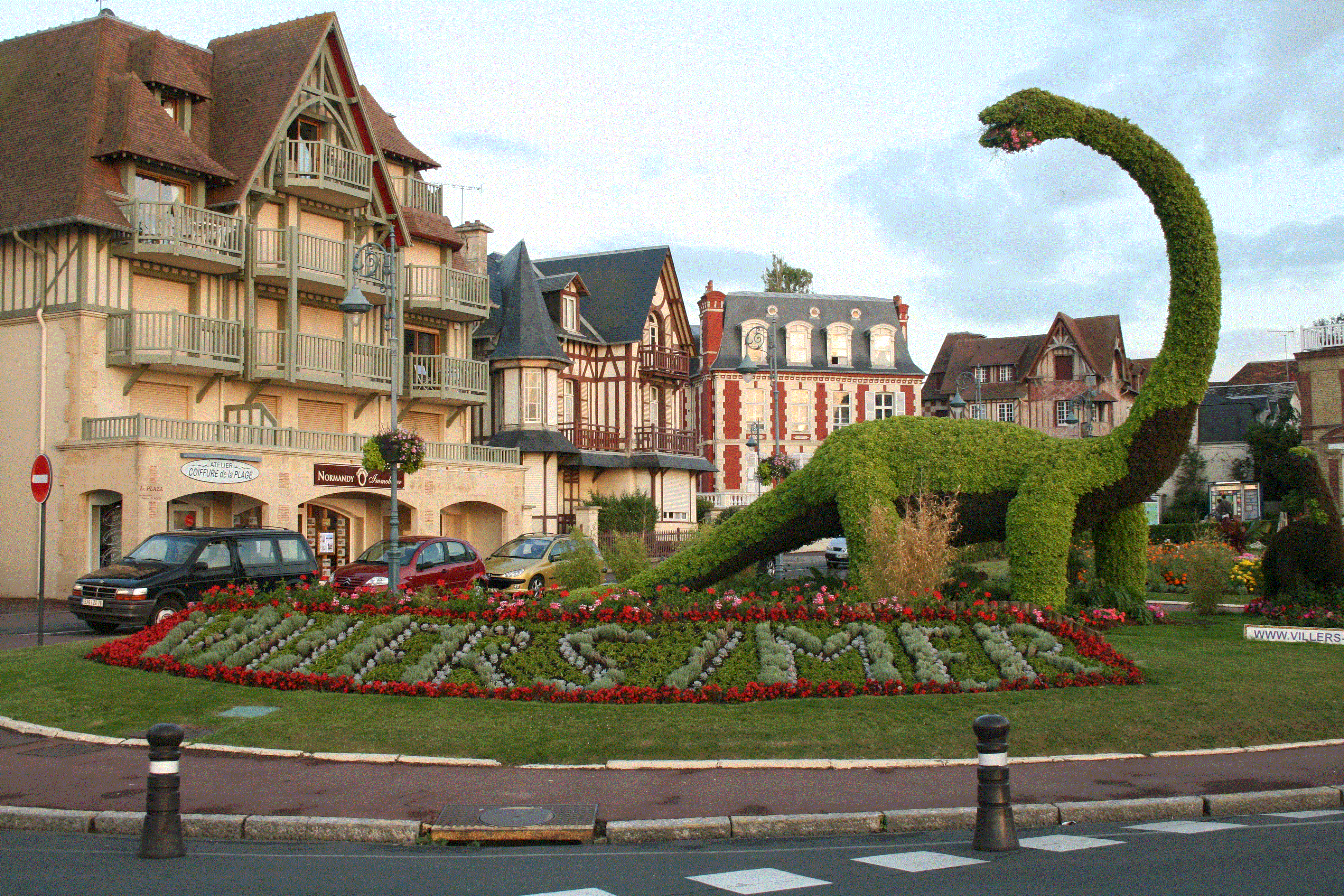
Villers-sur-Mer Dino 2 (2009)
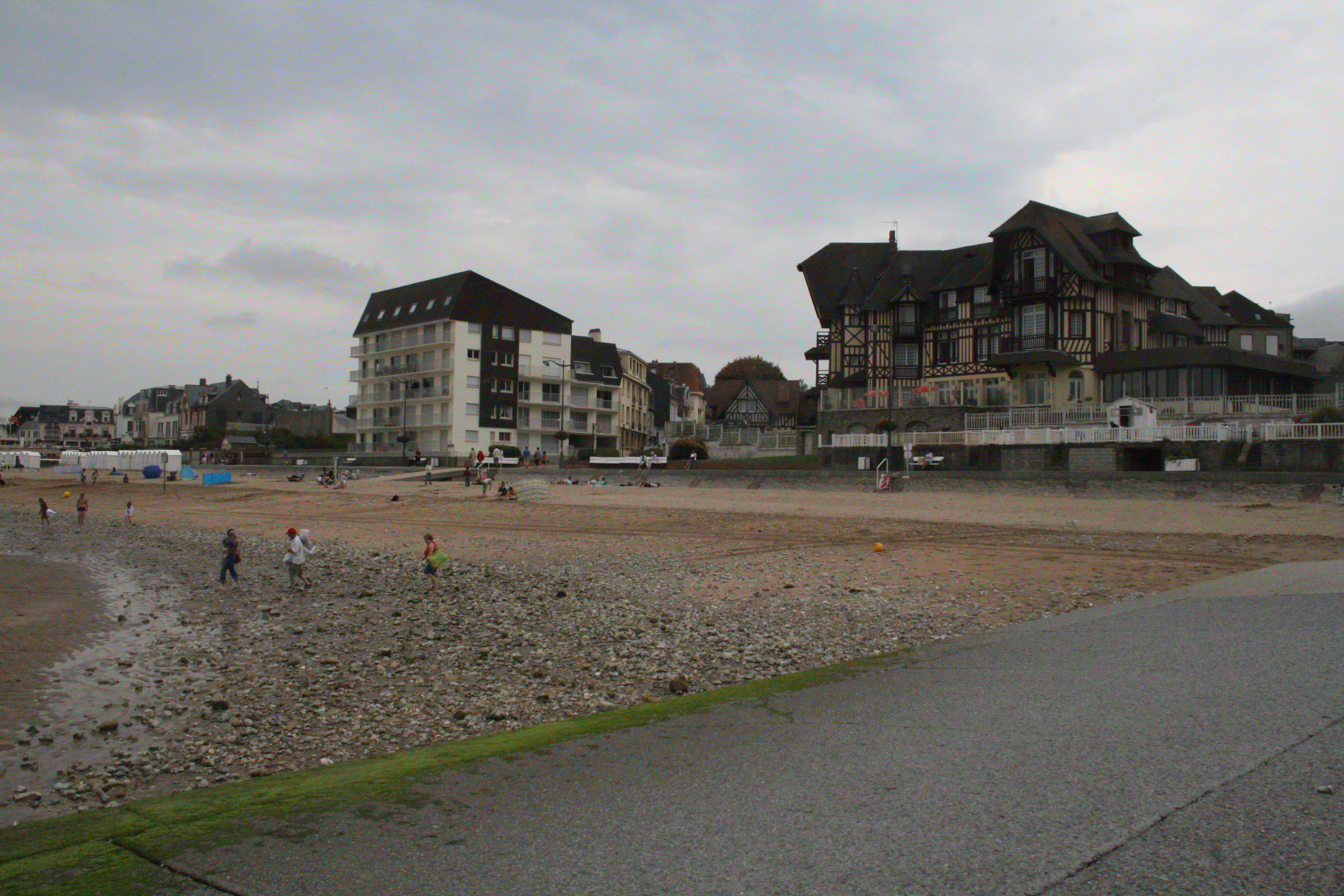
Villers-sur-Mer Vanaf het strand (2009)
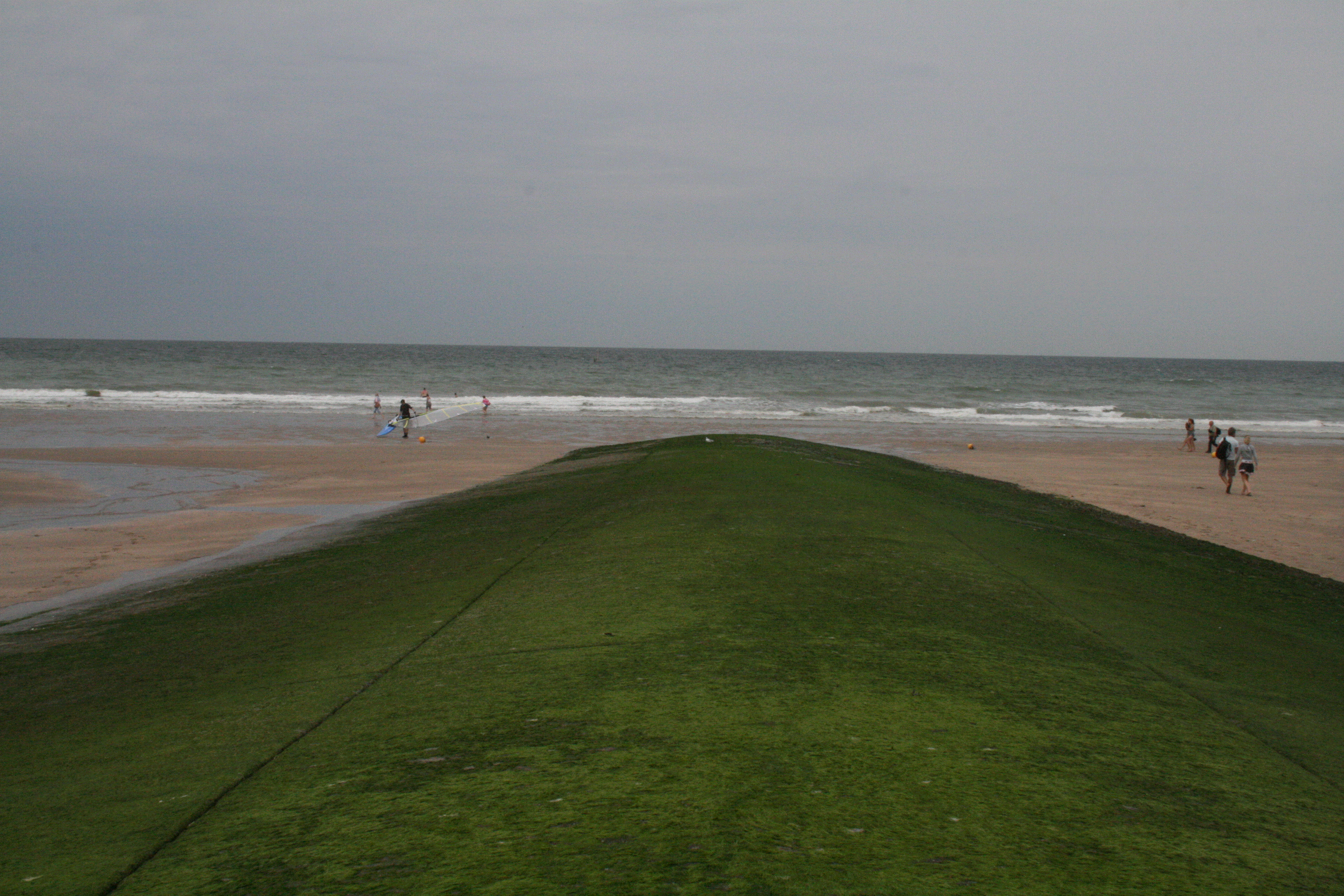
Villers-sur-Mer strand 1(2009)
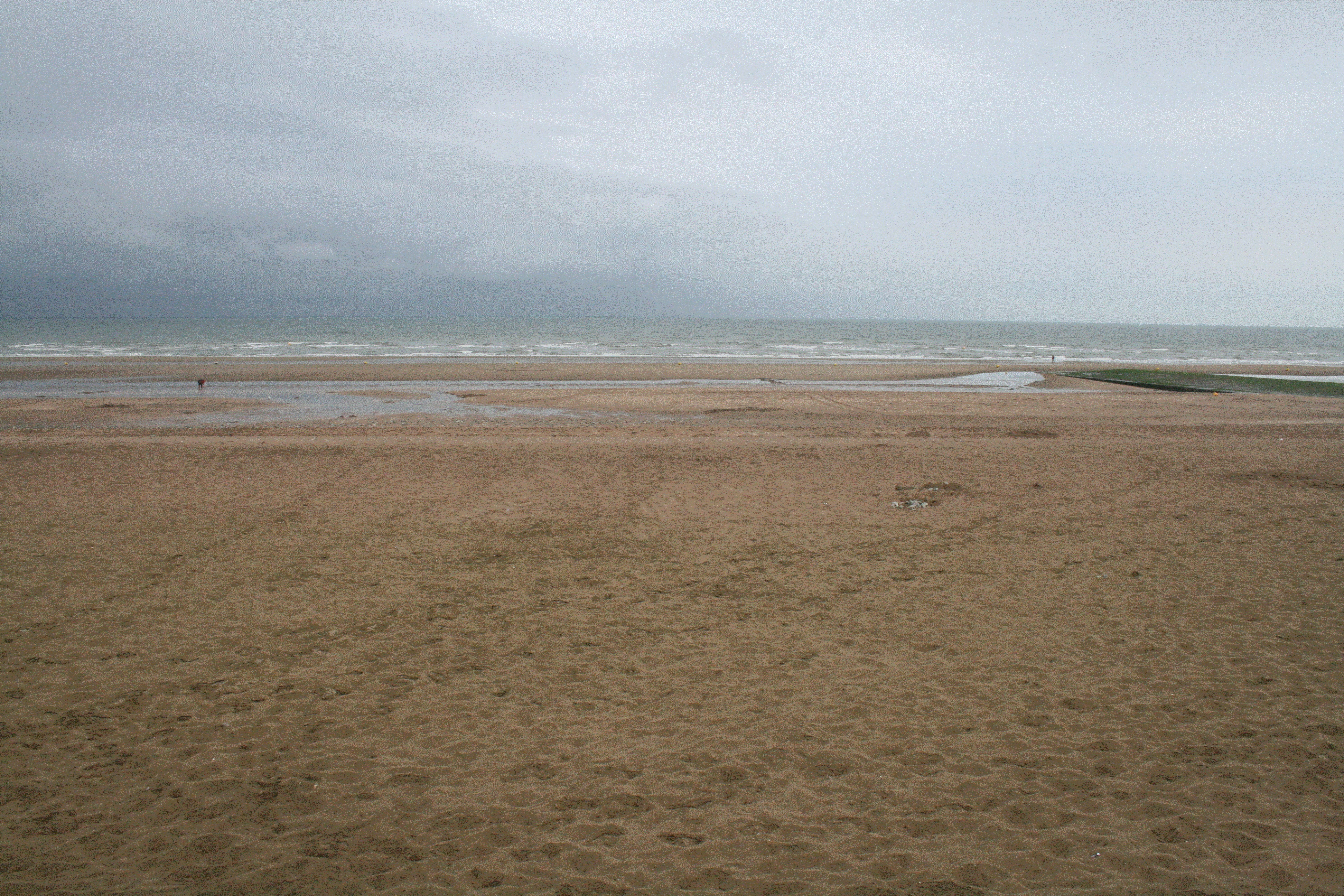
Villers-sur-Mer strand 2(2009)
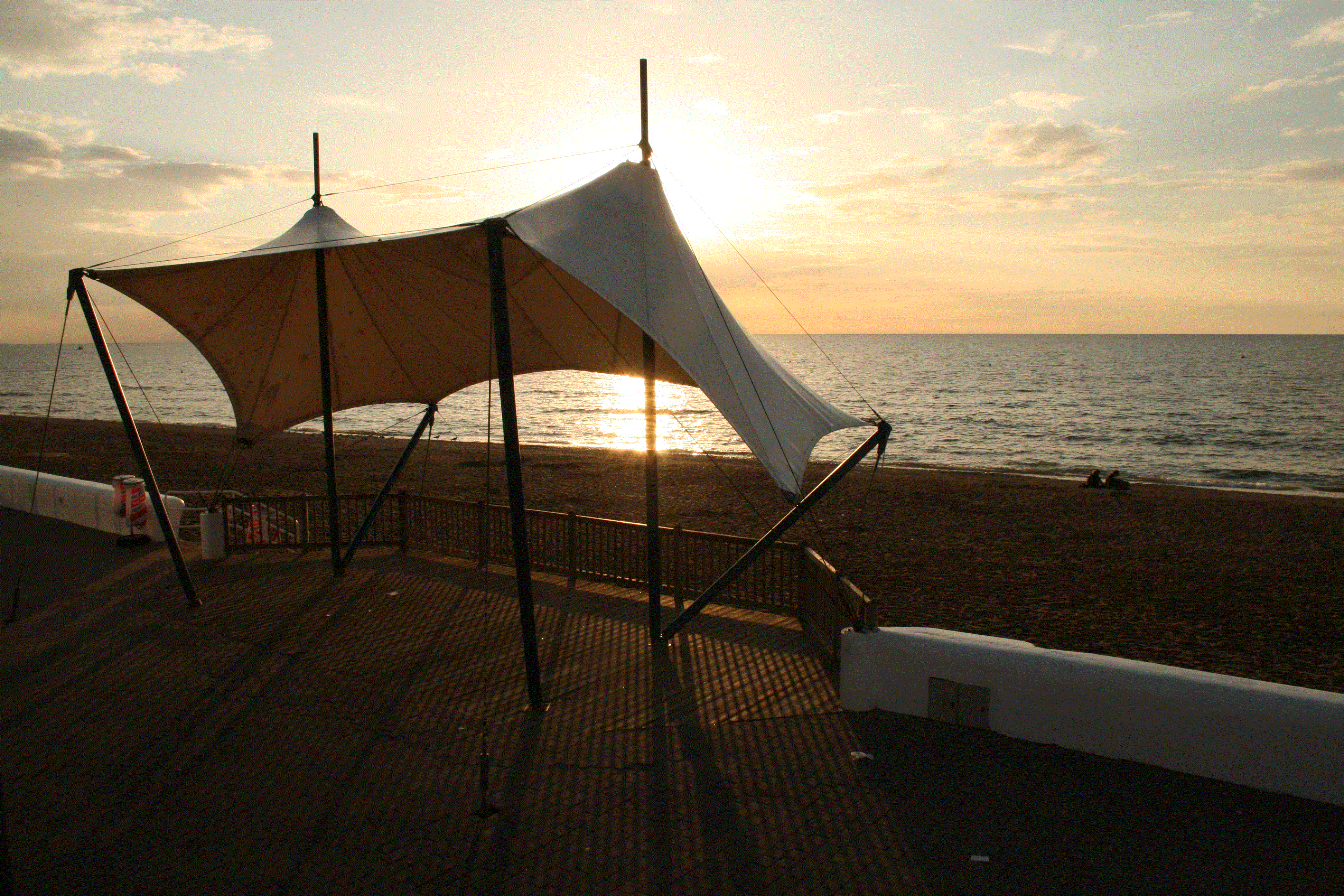
Villers-sur-Mer strand 3(2009)
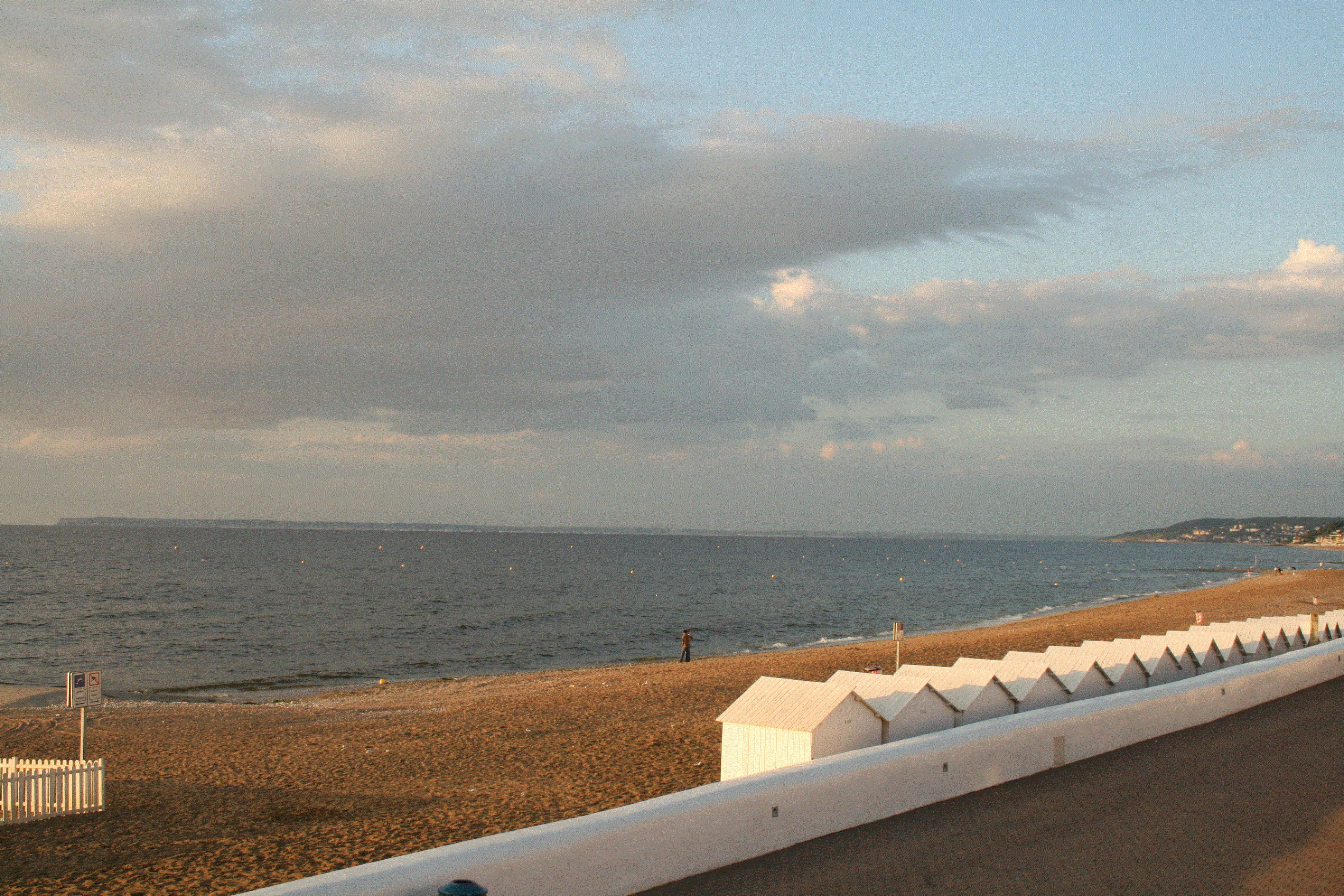
Villers-sur-Mer strand 4(2009)
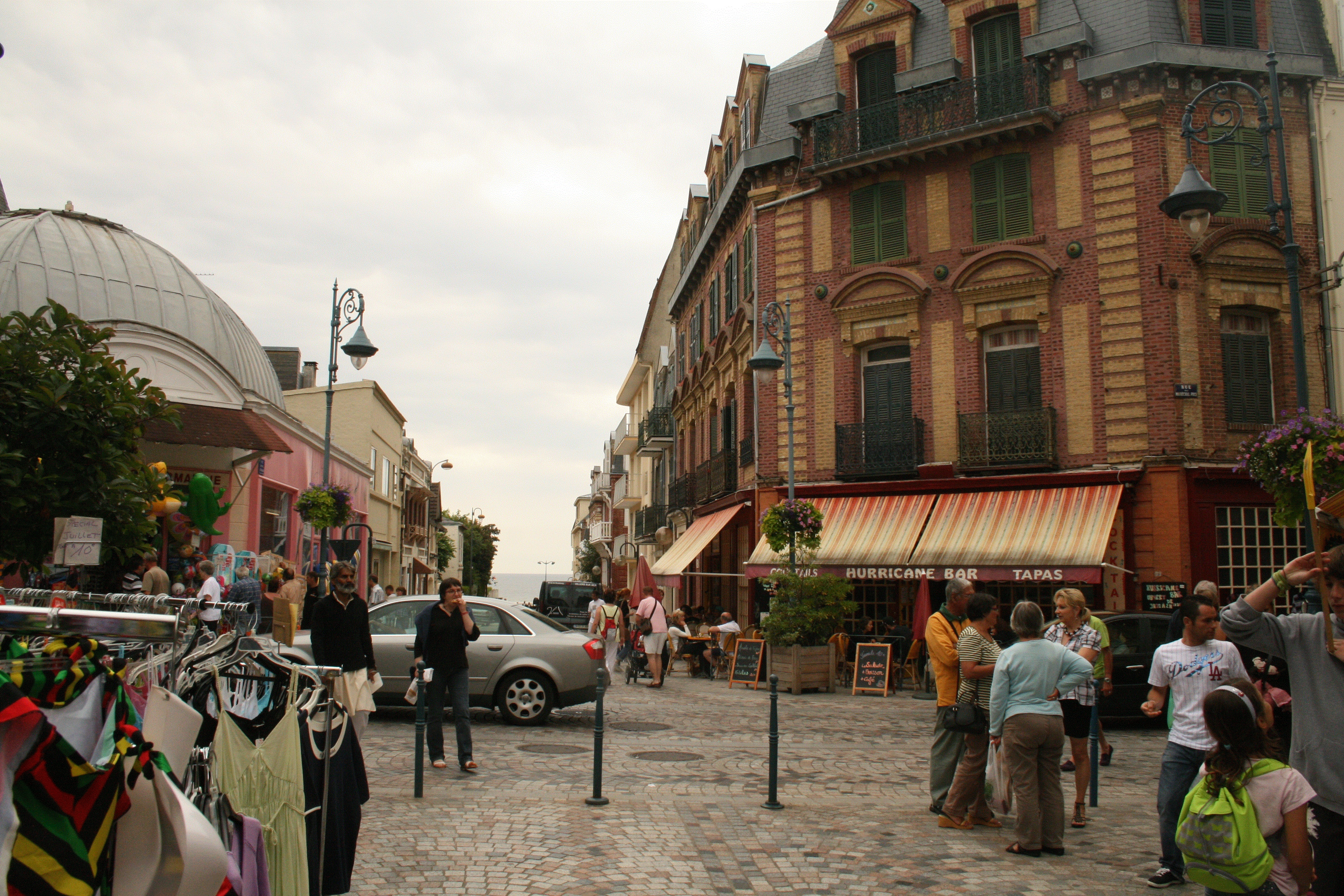
Villers-sur-Mer Straatbeeld 1(2010)
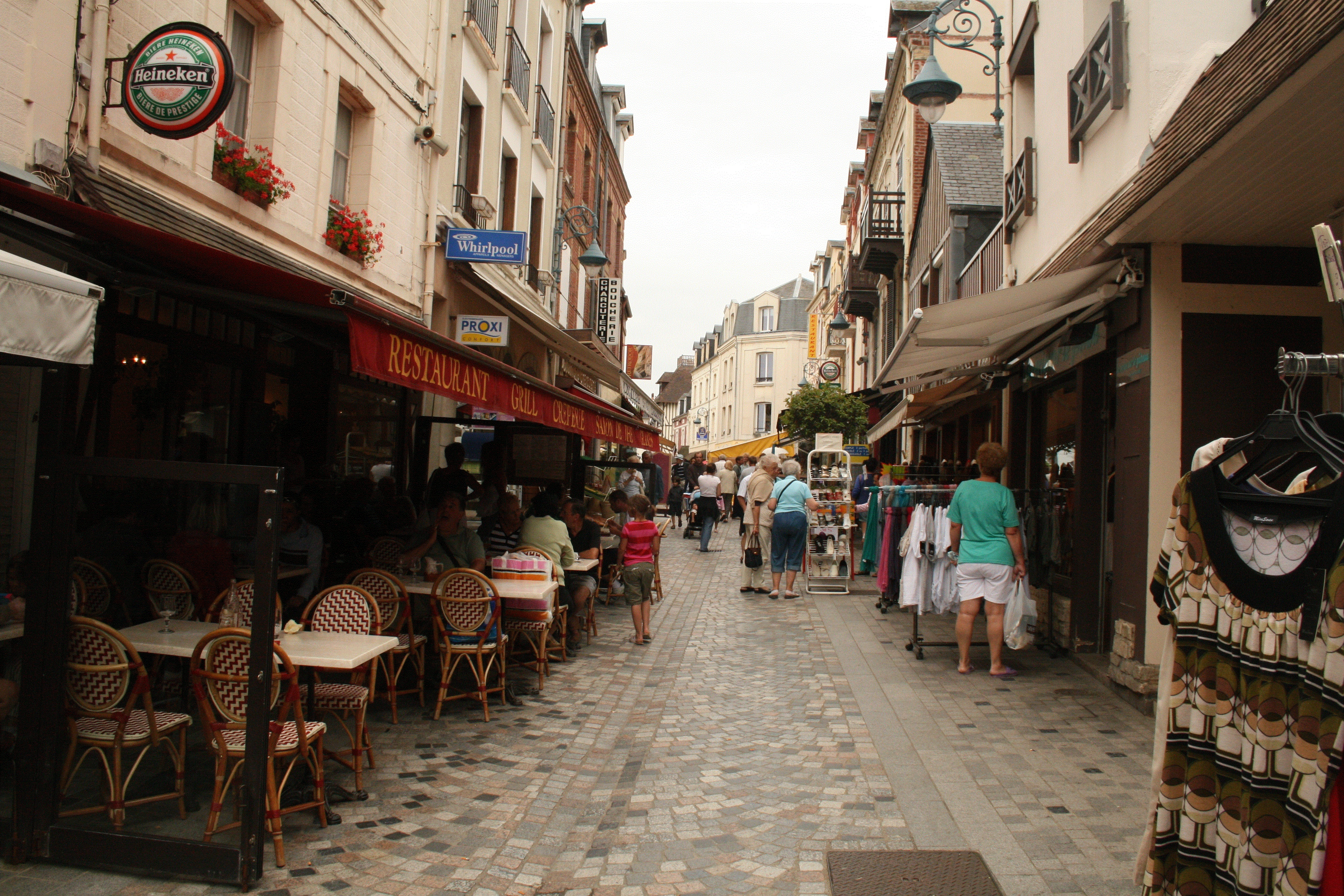
Villers-sur-Mer Straatbeeld 2(2010)
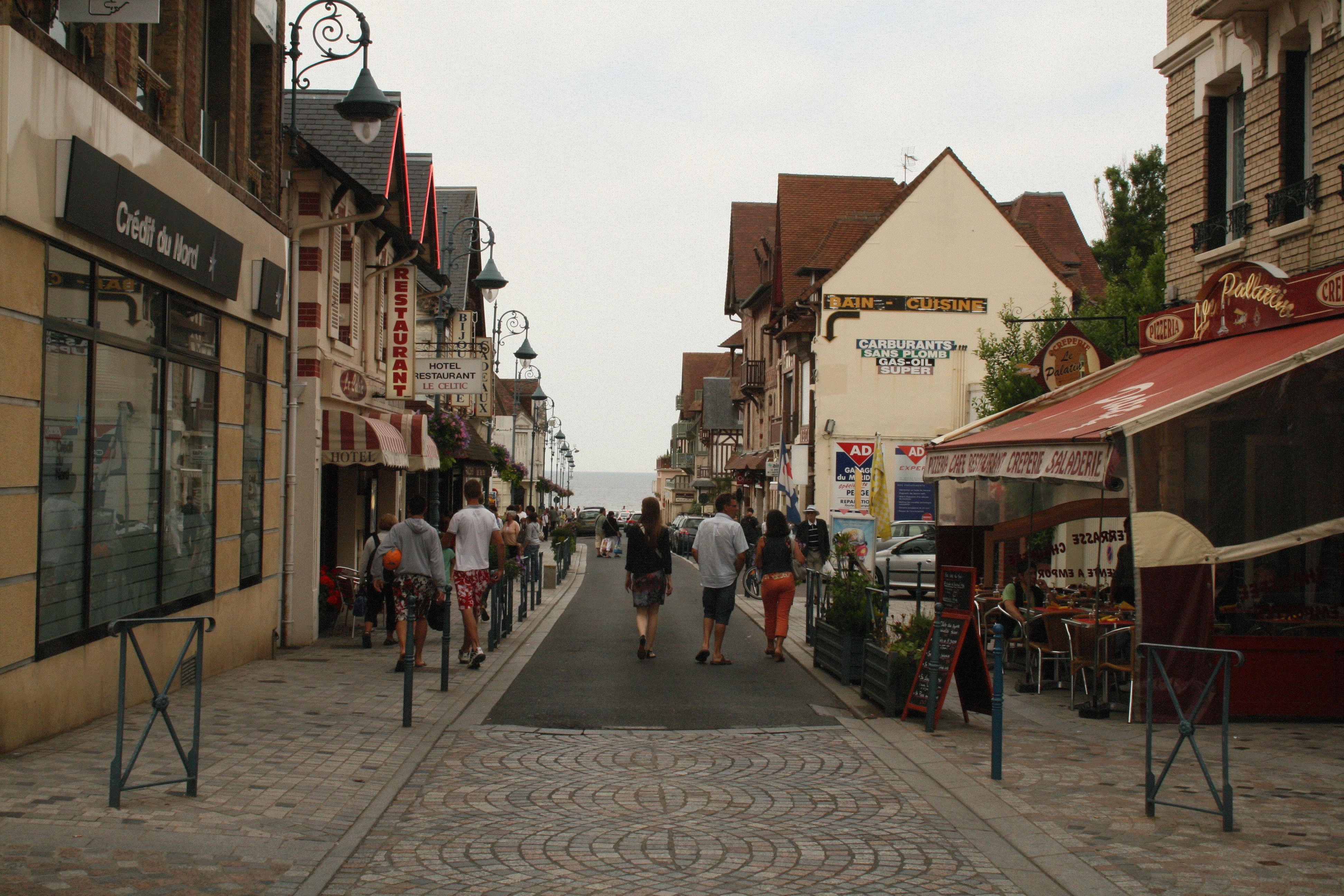
Villers-sur-Mer Straatbeeld 3(2010)